# Karl Gottlieb Prätzel

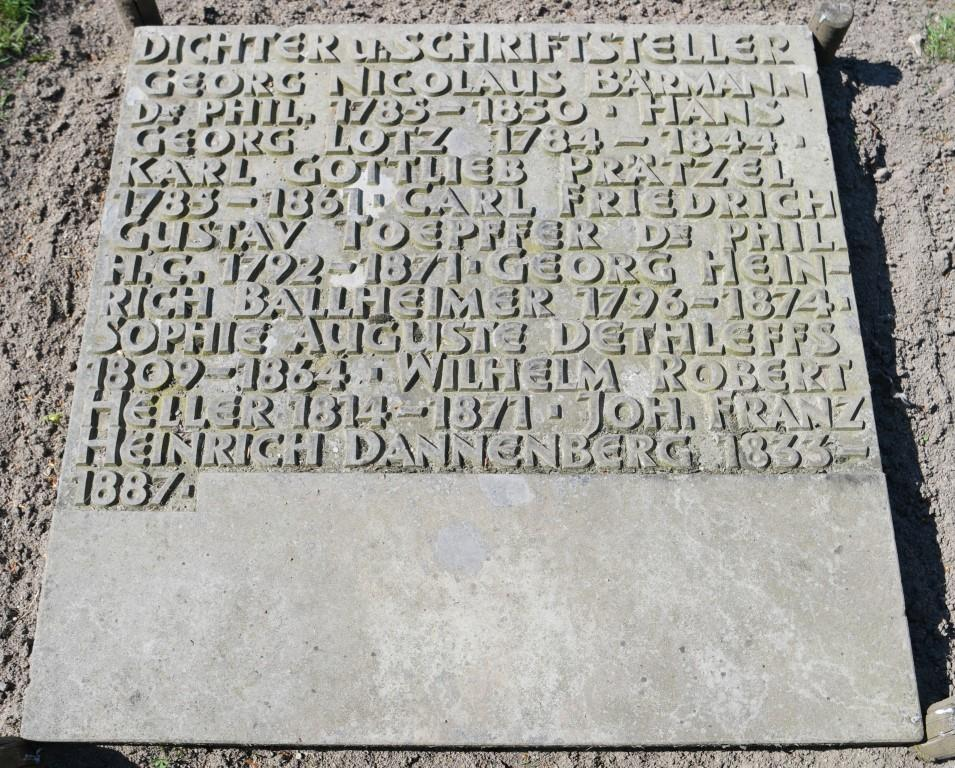
Erinnerung an Karl Gottlieb Prätzel auf dem Friedhof Ohlsdorf in Hamburg

Karl Gottlieb Prätzel (* 2. April 1785 in Halbau, heute Iłowa, Polen; † 13. Januar 1861 in Hamburg) war ein deutscher Dichter, Schriftsteller und Journalist.

## Leben
Karl Gottlieb Prätzels Vater war kurfürstlicher Schloßgärtner in Halbau in der Lausitz. Nach dem Schulabschluss im Gymnasium von Sorau (heute Żary) kam er 1804 an die Universität Leipzig, um Theologie zu studieren. Da die familiären Mittel dazu letztlich nicht mehr ausreichten, nahm er 1807 eine Hauslehrerstelle in Hamburg bei einer Familie Meyer an, mit der er bis zu seinem Tode eng verbunden blieb.  Mit dieser Familie übersiedelte er 1820 nach Oldesloe in Holstein und kam nach einigen Jahren wieder nach Hamburg zurück. Dort verbrachte er den Rest seines Lebens und starb unverehelicht am 18. Juni 1861.
Prätzel lebte als Privatgelehrter und war ein sehr eifriger Schriftsteller belletristischer Werke. Der Literaturhistoriker Rudolf von Gottschall (1823–1909) reihte ihn bei jenen Dichtern ein, die im Gegensatz zu Emanuel Geibels (1815–1884) ernsten Werken die Freude am Leben und besonders das Volksleben fröhlich und unbekümmert beschrieben. Von Prätzel stammten ebenfalls viele Beiträge zu zeitgenössischen Taschenbüchern und Zeitschriften. Er gab zwei Wochenblätter heraus, den Jugendfreund 1816 und 1817 und den Hausfreund 1829. Von 1847 an war Prätzel Mitarbeiter für Theaterkritiken beim Hamburger Correspondent. Eine Sammlung von 535 seiner Werke befinden sich in der Staats- und Universitätsbibliothek Hamburg.

## Werke (Auszug)
Gedichte:
- Jugendphantasien. (1805, 2. Auflage 1809)
- Vermischte Gedichte Nestler, Hamburg 1810. (Digitalisat) (2. Auflage 1820)
- Zeitklänge. Campe, Hamburg 1815. (Digitalisat)
- Neue Gedichte. Nestler und Melle, Hamburg 1842. (Digitalisat)
- Maurergedichte. Nestler, Hamburg 1829. (Digitalisat)
- Neue Maurergedichte (1842)[1]

Poetische Erzählungen und Dramen:
- Feldherrnränke. Ein komisches Gedicht in 6 Gesängen. Gleditsch, Leipzig 1815. (Digitalisat)
- Feldrosen. Hinrich, Leipzig 1819. (Digitalisat)
- Die Schlossmamsell. Lechner, Wien 1827. (Digitalisat)[2]
- Hildrian, ein Sommermährchen in 6 Gesängen. Nestler & Melle, Hamburg 1831.
- Der 40ste Geburtstag (1834)

Roman:
- Die Getäuschten. 2 Bände. Hinrichs, Leipzig 1827. (Digitalisat Band 1, 1826)[3]

Sammelbände:
- Wohlfeile Ausgabe  in 4 Bänden (1822) und in 8 Bänden (1833)
- Novellen und Erzählungen. 2 Bände. Schüppel, Berlin 1829.
- Frühlingsgaben. Novellen und Gedichte. Campe, Hamburg 1828. (Digitalisat)
- Erzählungen in 2 Bänden (1832)
- Gesammelte kleine Romane und Erzählungen. Hinrichs, Leipzig 1833. (Digitalisat Band 1), (Band 3), (Band 5), (Band 7)